# Chris Duplanty
Christopher David Duplanty, detto Chris (Palo Alto, 21 ottobre 1965), è un ex pallanuotista statunitense, vincitore di una medaglia d'argento alle olimpiadi di Seul 1988.